# مارسيلو أراوغو
مارسيلو أراوغو (بالإسبانية: Marcelo Araujo)‏ هو كاتب وصحفي أرجنتيني، ولد في 12 يونيو 1947 في Villa Crespo ‏ في الأرجنتين.